# Slag bij Dandridge
De Slag bij Dandridge vond plaats op 16 januari en 17 januari 1864 in Jefferson County, Tennessee tijdens de Amerikaanse Burgeroorlog.
Noordelijke troepen onder bevel van generaal-majoor John G. Parke rukten op 14 januari op naar Dandridge nadat ze verslagen ontvangen hadden dat ten zuiden van French Broad River veel voorraden te vinden waren. Ze kregen het bevel om de stad, de East Tennessee & Virginia spoorweg en het omliggende gebied in te nemen voor de Unie. Deze bewegingen dwong de Zuidelijke luitenant-generaal James Longstreet, die in het gebied opereerde, om zich terug te plooien naar Kimbrough’s Crossroads. Longstreet bracht versterkingen naar voren die bij Morrisville gelegerd waren op 15 januari. Hij wilde hiermee de Noordelijke basis in New Market bedreigen.
Op 16 januari was brigadegeneraal Samuel D. Sturgis met zijn cavaleriekorps van het Army of the Ohio van Dandridge naar Kimborough’s Crossroads aan het rijden om de Crossroads te bezetten. Bij het naderen van het kruispunt ontdekte de Noordelijke cavalerie een van de Zuidelijke infanteriedivisies, ondersteund door artillerie, en viel deze aan. Op hetzelfde ogenblik viel kolonel Frank Wolford de Zuidelijke eenheden ten zuiden en oosten van Dandridge bij de bocht van Chucky Road aan. De Noordelijke cavalerie slaagde er niet in om de Zuidelijke posities te verbreken en moest zich daarop terugtrekken naar Dandridge.
Rond de middag van 17 januari ontving Sturgis informatie over een op handen zijnde Zuidelijke aanval. Hij stelde zijn troepen op in gevechtslinie. Rond 15.00u naderden de Zuidelijken Dandridge. De slag duurde voort tot na zonsondergang. De Noordelijke linies hadden stand gehouden. Tijdens de nacht gaf generaal Parke toch het bevel om zich terug te trekken naar New Market en Strawberry plains. Parke vreesde de overmacht van Longstreet. De Zuidelijken zetten de achtervolging in maar door een gebrek aan munitie, schoenen en kanonnen werd de achtervolging gestaakt. Voorlopig verlieten de Noordelijken de regio.

## Bron
- National Park Service - Dandridge